# AMCTE
La Asociación de la Marca de Calidad Territorial Europea es una asociación sin ánimo de lucro, de acuerdo con la Ley de Asociaciones de España de 2002, inscrita en Madrid. Actualmente, sus miembros son entidades vinculadas a Marcas de Calidad Territorial de diferentes países de Europa. Es propietaria de la Marca de Calidad Territorial Europea "Calidad Rural".

## Objetivos
La AMCTE tiene los siguientes objetivos sociales:
1. Regular el uso de la Marca de Calidad Territorial Europea "Calidad Rural", aplicable a territorios que ya dispongan de marcas territoriales, como una marca de acompañamiento común a todos, en un proceso de desarrollo vinculado a la calidad territorial y el desarrollo sostenible.
2. Servir a los asociados para la mejora de sus procesos de calidad territorial, así como la proyección colectiva a los mercados.
3. Propiciar la incorporación de más territorios europeos al proceso de calidad territorial.
4. Sensibilizar a las Instituciones Comunitarias y Administraciones Nacionales sobre la importancia de los valores y principios de la calidad territorial.
5. Posibilitar, entre los asociados, el intercambio de experiencias y metodologías de intervención en el ámbito del desarrollo local y la calidad territorial.